# 谷坪乡
谷坪乡，是中华人民共和国贵州省黔东南苗族侗族自治州从江县下辖的一个乡镇级行政单位。

## 行政区划
谷坪乡下辖以下地区：
谷洞村、高余村、银潭村、山岗村、高吊村、平友村、留架村、帮土村、弄盆村、五一村和高武村。

## 中国传统村落
- 2012年12月，银潭村被评为首批“中国传统村落”。
- 2013年8月，高吊村被评为第二批中国传统村落。